# Доусон, Шарлотта
Шарло́тта До́усон (англ. Charlotte Dawson; 8 апреля 1966, Окленд, Новая Зеландия — 22 февраля 2014, Вуллумулу, Новый Южный Уэльс, Австралия) — новозеландско-австралийская журналистка, телеведущая и фотомодель.

## Карьера
Была наиболее известна как телеведущей реалити-шоу «Топ-модель по-австралийски». В 2011 году вела прямую трансляцию гей-парада из Австралии.

## Личная жизнь, последние годы жизни и смерть
В 1999—2001 года Шарлотта была замужем за призёром Олимпийских игр по плаванию Скоттом Миллером (род.1975). В 1999 году Доусон сделала аборт из-за нежелания Миллера иметь ребёнка, который отвлекал бы его в ходе подготовки к олимпиаде. Последующий развод с Миллером и сожаления об аборте привели Доусон к многолетней депрессии, которая окончилась печально.
В августе 2012 года Шарлотта попала в больницу Святого Винсента в Сиднее после попытки самоубийства из-за нашумевшего боя с твиттерскими «троллями». Позже Доусон появилась в «Seven News» на канале «Семь», чтобы разоблачить предполагаемых «троллей» социальной сети. Она подверглась жёсткой критике в СМИ после трансляции этого выпуска, однако другие начали писать её биографию и восхищаться мужеством.
30 января 2014 года Шарлотта призвала свою соотечественницу, новозеландскую певицу Lorde, покинуть Новую Зеландию, рассказывая радиоведущему Майку Хоскингу, что «Если вы не очень посредственный вам нужно выбраться оттуда — вы просто должны, если вы хотите сохранить успех в противном случае это просто раздавит ваш дух».
22 февраля 2014 года, Шарлотта совершила вторую, на этот раз удачную, попытку самоубийства — 47-летняя Доусон повесилась у себя в квартире в Вулумулу.